# 宮内孝久
宮内 孝久（みやうち　たかひさ、1950年9月 - ）は、日本の実業家、神田外語大学学長。三菱商事代表取締役副社長などを歴任した。
1950年、東京都目黒区に生まれる。東京都立大学附属高等学校を経て、1975年早稲田大学法学部卒業、三菱商事入社。1988年、サウジアラビアのリヤドに駐在し、三菱グループとサウジ基礎産業公社（SABIC）が折半出資するイースタンペトロケミカル（通称シャルク）の石化コンビナート事業に携わる。1996年、メキシコに駐在し、メキシコの合弁（メキシコ政府51%、三菱商事49%）企業で塩田事業経営を手がけた。
2005年4月、同社執行役員 化学品グループCEOオフィス室長、2006年4月、執行役員 汎用化学品本部長、2009年4月、常務執行役員 化学品グループCEO、2013年4月、副社長執行役員 化学品グループCEO、同年6月、代表取締役副社長執行役員 化学品グループCEO。
2016年、代表取締役副社長退任、横浜市教育委員会教育委員及び神田外語大学特任教授に就任。2017年、神田外語大学学長補佐、2018年4月、神田外語大学学長。
2022年4月、国連UNHCR協会代表理事